# Maciej Łasicki
Maciej Piotr Łasicki (født 12. oktober 1965 i Gdańsk) er en polsk tidligere roer.
Łasicki var med til at vinde VM-bronze i firer med styrmand ved VM i 1991.
Han var også med i samme båd ved OL 1992 i Barcelona sammen med Wojciech Jankowski, Jacek Streich, Tomasz Tomiak og styrmand Michał Cieślak. Efter en femteplads i indledende heat blev polakkerne nummer to i opsamlingsheatet, hvilket var tilstrækkeligt til at få dem i A-finalen. Her var Rumænien stærkest og sikrede sig guldet foran Tyskland, mens Polen sikrede sig den sidste plads på medaljepodiet med en bronzemedalje. Det blev sidste gang, denne disciplin var på det olympiske program.
Året efter var Łasicki med til at vinde VM-sølv i firer uden styrmand, og i 1995 var han med til at vinde VM-bronze i samme bådtype. Han indstillede sin elitekarriere efter 1997-sæsonen.

## OL-medaljer
- 1992:  Bronze i firer med styrmand